# Oriol Servià
Oriol Servià i Imbers (ur. 13 lipca 1974 roku w Pals) – hiszpański kierowca wyścigowy, wicemistrz serii Champ Car w 2005 roku. Obecnie startuje w serii IRL IndyCar Series. Syn Salvadora Servii, kierowcy rajdowego startującego w przeszłości w mistrzostwach świata oraz Rajdach Dakaru.

## Życiorys

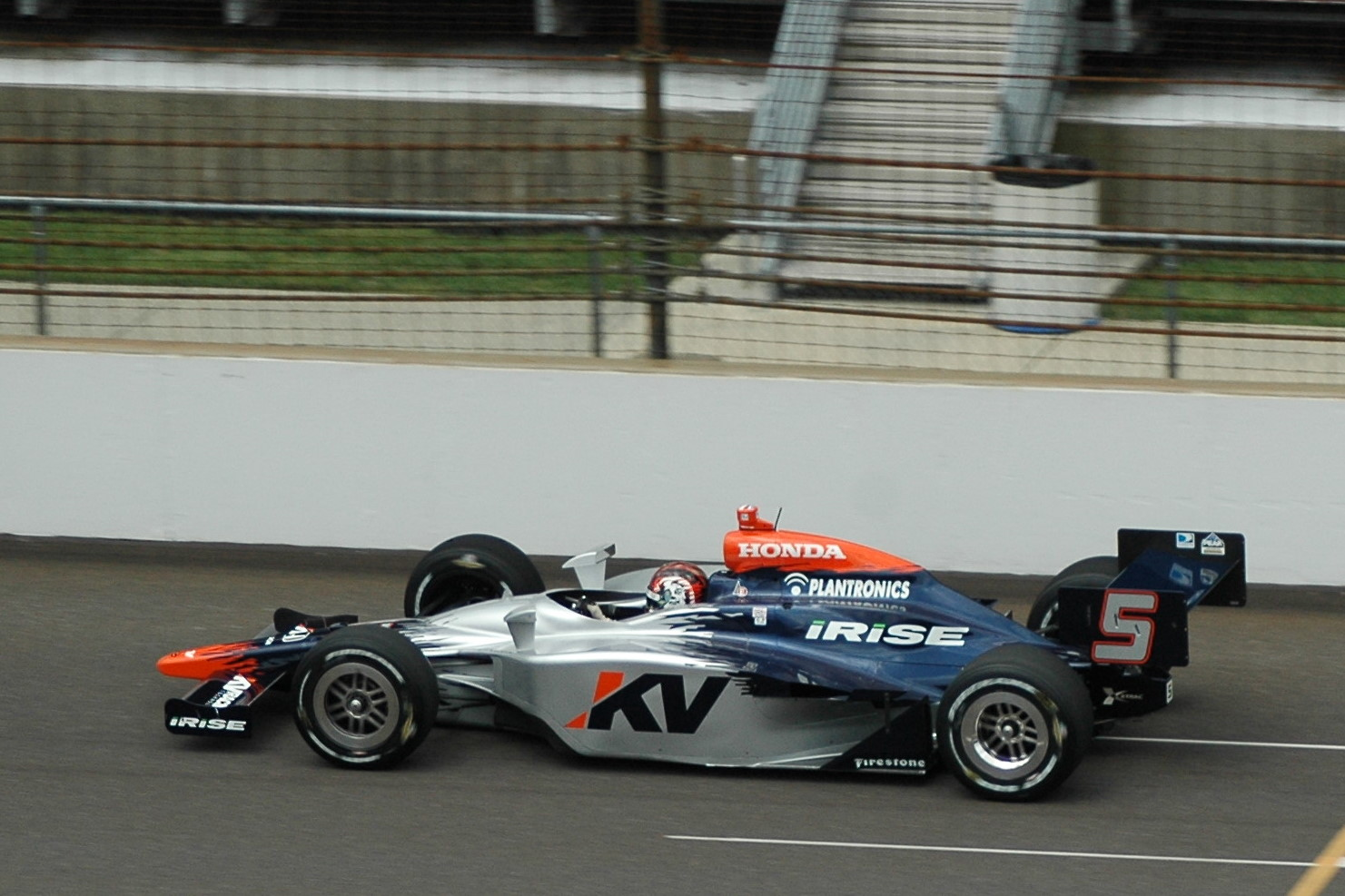
Oriol Servià podczas treningów przed Indianapolis 500 (2008)

### Początki kariery
Rozpoczął ściganie od gokartów na lokalnym torze kartingowym. W wieku 19 lat zaczął startować w Formule 3. W 1998 roku, przeniósł się do Stanów Zjednoczonych aby startować w serii Indy Lights, a w 1999 roku wygrał tę serię wyścigową.

### CART/Champ Car
W 2000 roku zadebiutował w serii CART w zespole PPI Motorsports (w którym jeździł razem z Cristiano da Mattą). W swoim pierwszym sezonie startów udało mu się raz zająć trzecie miejsce (wyścig w Detroit), a cały sezon zakończyć na 15. miejscu (na drugim wśród nowicjuszy). W kolejnym sezonie wystartował w barwach debiutującego zespołu Sigma Autosport. Najlepsze wyniki to dwa piąte miejsca i 19. miejsce na koniec sezonu.
Sezon 2002 rozpoczął w barwach zespołu PacWest Racing, jednak po trzech wyścigach zespół wycofał się z rywalizacji z braku funduszów. Dla Oriola okazja do ponownego ścigania się pojawiła się w połowie sezonu w zespole Patrick Racing, który właśnie zwolnił Townsenda Bella. Sezon ten Hiszpan zakończył na 16. pozycji. W 2003 roku kontynuował starty w tym samym zespole z coraz lepszymi efektami, trzykrotnie meldował się na podium (dwa razy drugi, raz trzeci) i na koniec sezonu zajął siódme miejsce w klasyfikacji generalnej.
W sezonie 2004 znalazł zatrudnienie w słabszym zespole Dale Coyne Racing, dla którego wywalczył kilka bardzo dobrych wyników (w tym trzecie miejsce w wyścigu na torze Laguna Seca), a cały sezon zakończył na 10. miejscu. W następnym roku kontynuował starty w zespole Dale’a Coyne’a, ale przed trzecim wyścigiem sezonu zgłosił się do niego zespół Newman/Haas Racing, który szukał zastępcy dla kontuzjowanego Bruno Junqueiry. Hiszpan momentalnie stał się czołowym kierowcą praktycznie w każdym starcie stającym na podium (w sumie 7 razy), po raz pierwszy wygrał wyścig Champ Car i zdobył tytuł wicemistrza ustępując jedynie Sébastienowi Bourdais.
Sezon 2006 spędził w zespole PKV Racing zajmując 11. miejsce na koniec sezonu. W 2007 roku zatrudnił go zespół Forsythe Racing, początkowo jako zastępcę kontuzjowanego Paula Tracy, a później jako następcę słabo spisującego się Mario Domíngueza. Dobre wyniki, w tym trzykrotne podium, pozwoliły mu zająć 6. miejsce w klasyfikacji kierowców.

### IRL IndyCar Series
Rok 2008 zaczął się od połączenia serii Champ Car i IRL. Servià podpisał już wcześniej kontrakt z zespołem KV Racing Technology i w barwach tego zespołu wystartował do nowego sezonu IRL IndyCar Series będącej wynikiem połączenia serii. Pomimo trudnego sezonu dla wszystkich zespołów i kierowców ścigających się dotychczas w Champ Car, Hiszpan zanotował kilka dobrych występów (m.in. 6 razy był w najlepszej piątce) i okazał się najlepszym kierowcą przechodzącym z Champ Car zajmując w klasyfikacji generalnej 9. miejsce.
W sezonie 2009 nie znalazł dla siebie miejsca z początkiem sezonu, jednak skorzystał z okazji jednorazowego startu w zespole Rahal Letterman Racing na Indianapolis 500. Na kolejne okazje startów musiał poczekać do drugiej części sezonu. Wtedy to zatrudnił go zespół Newman/Haas/Lanigan Racing na miejsce Roberta Doornbosa, który w tym samym czasie przeszedł do HVM Racing.
W sezonie 2010 pozostawał bez zatrudnienia, a w 2011 ponownie wystartował w zespole Newman/Haas Racing (który wrócił do swojej dawnej nazwy).

## Wyniki

### Indianapolis 500
| Rok  | Nadwozie | Silnik    | Start | Wynik | Uwagi                  |
| ---- | -------- | --------- | ----- | ----- | ---------------------- |
| 2002 | Dallara  | Infiniti  |       |       | Nie zakwalifikował się |
| 2008 | Dallara  | Honda     | 25    | 11    |                        |
| 2009 | Dallara  | Honda     | 25    | 26    | Ciśnienie paliwa       |
| 2011 | Dallara  | Honda     | 3     | 6     |                        |
| 2012 | Dallara  | Chevrolet | 27    | 4     |                        |

### Podsumowanie
| Sezon     | Seria                  | Zespół                         | Starty | PP | Zwyc. | Punkty | Pozycja |
| --------- | ---------------------- | ------------------------------ | ------ | -- | ----- | ------ | ------- |
| 1998      | Indy Lights            | Dorricott Racing               | 14     | 0  | 0     | 73     | 7.      |
| 1999      | Indy Lights            | Dorricott Racing               | 12     | 3  | 0     | 130    | 1.      |
| 2000      | CART                   | PPI Motorsports                | 20     | 0  | 0     | 60     | 15.     |
| 2001      | CART                   | Sigma Autosport                | 20     | 0  | 0     | 42     | 19.     |
| 2002      | CART                   | PacWest Racing                 | 3      | 0  | 0     | 44     | 16.     |
| 2002      | CART                   | Patrick Racing                 | 10     | 0  | 0     | 44     | 16.     |
| 2003      | CART                   | Patrick Racing                 | 18     | 0  | 0     | 108    | 7.      |
| 2004      | Champ Car              | Dale Coyne Racing              | 14     | 0  | 0     | 199    | 10.     |
| 2005      | Champ Car              | Dale Coyne Racing              | 2      | 0  | 0     | 288    | 2.      |
| 2005      | Champ Car              | Newman/Haas Racing             | 11     | 1  | 1     | 288    | 2.      |
| 2006      | Champ Car              | PKV Racing                     | 14     | 0  | 0     | 196    | 11.     |
| 2007      | Champ Car              | Forsythe Racing                | 11     | 0  | 0     | 237    | 6.      |
| 2007      | Champ Car              | PKV Racing                     | 2      | 0  | 0     | 237    | 6.      |
| 2008      | IRL IndyCar Series     | KV Racing Technology           | 18     | 0  | 0     | 358    | 9.      |
| 2009      | IRL IndyCar Series     | Rahal Letterman Racing         | 1      | 0  | 0     | 115    | 21.     |
| 2009      | IRL IndyCar Series     | Newman/Haas/Lanigan Racing     | 4      | 0  | 0     | 115    | 21.     |
| 2011      | IZOD IndyCar Series    | Newman/Haas Racing             | 17     | 0  | 0     | 425    | 4.      |
| 2012      | IZOD IndyCar Series    | Dreyer & Reinbold Racing       | 15     | 0  | 0     | 287    | 13.     |
| 2013      | IZOD IndyCar Series    | Dreyer & Reinbold Racing       | 12     | 0  | 0     | 233    | 22.     |
| 2014      | Verizon IndyCar Series | Rahal Letterman Lanigan Racing | 4      | 0  | 0     | 8      | 24.     |
| 2014/2015 | Formuła E              | Dragon Racing                  | 4      | 1  | 0     | 16     | 19.     |